# Дальний (Староминский район)
Дальний — посёлок в Староминском районе Краснодарского края.
Входит в состав Рассветовского сельского поселения.

## География

### Улицы
- ул. К. Маркса,
- ул. Садовая,
- ул. Щорса.

## Население
| 2002 | 2010 |
| ---- | ---- |
| 290  | ↘231 |